# Scorpaena grattanica
Scorpaena grattanica és una espècie de peix pertanyent a la família dels escorpènids.

## Descripció
- Fa 22,5 cm de llargària màxima.[3][4]

## Hàbitat
És un peix marí i de clima tropical que viu entre 120-170 m de fondària.

## Distribució geogràfica
Es troba a l'Atlàntic sud-oriental: l'Illa de l'Ascensió.

## Observacions
És inofensiu per als humans.